# 오시카촌
오시카촌(일본어: 大鹿村)은 일본 나가노현 시모이나군 북부에 있는 촌이다.

## 지리
미나미알프스(아카이시산맥)와 이나 산지에 끼어 있는 산간 지역이다. 주오 구조선이 촌을 남북(국도변)으로 지나고 덴류강의 지류인 고시부강이 미나미알프스에서 서쪽으로 흐르고 있다. 마을의 북단은 분구이토게, 남단은 지조토게의 험한 곳이다. 지조토게에서 북쪽으로 흐르는 아오키강과 분구이토게에서 남쪽으로 흐르는 가시오강이 주오 구조선의 계곡을 따라 흘러 고시부강으로 흘러든다. 마을의 중심은 고시부강과 아오키강의 합류 지점인 오가와라 지구와 가시오강과 시오강의 합류 지점인 가시오 지구 두 곳으로 나뉘어 있고 이 때문에 촌사무소는 고시부강과 가시오강의 합류 지점인 오치아이에 있다. 가시오 지구에서는 가시오강이 용출하고 있고(가시오 온천), 바다에서 멀리 멀어진 깊은 산중에 있으면서도 예로부터 제염이 이루어졌다.

## 역사
- 1869년 - 옛 막부 직할령인 오가와라촌·가시오촌은 이나현에 속했다.
- 1871년 - 부현 통합으로 지쿠마현에 속했다.
- 1875년 1월 23일 - 오가와라촌·가시오촌이 합병해 오시카촌이 되었다. 같은 해에 지쿠마현의 합병과 함께 나가노현에 속하게 되었다.
- 1882년 4월 15일 - 분촌 허가를 얻어 다시 오가와라촌·가시오촌으로 분촌하였다.
- 1889년 4월 1일 - 재차 합병해 오시카촌이 되었다.

## 인구
| 연도 | 인구  | ±%     |
| ---- | ----- | ------ |
| 1940 | 4,948 | —      |
| 1950 | 5,210 | +5.3%  |
| 1960 | 4,694 | −9.9%  |
| 1970 | 3,030 | −35.4% |
| 1980 | 2,322 | −23.4% |
| 1990 | 1,802 | −22.4% |
| 2000 | 1,522 | −15.5% |
| 2010 | 1,160 | −23.8% |

## 교통

### 도로
- 국도 152호선